# كاكوديل
 كاكوديل  أو رباعي ميثيل ثنائي الزرنيخ هو مركب كيميائي له الصيغة As2(CH3)4 وهو مركب محفز عضوي يشكل جزءاً أساسياً من «سائل تكاثف كاديت» (و قد سمي على اسم الكيميائي الفرنسي لويس كلود كاديت دي غاسيكورت). و يمتاز بأنه سائل زيتي سام مع رائحة مقرفة و غير سارة للغاية . و يخضع للاحتراق التلقائي في الهواء الجاف. 

## التاريخ

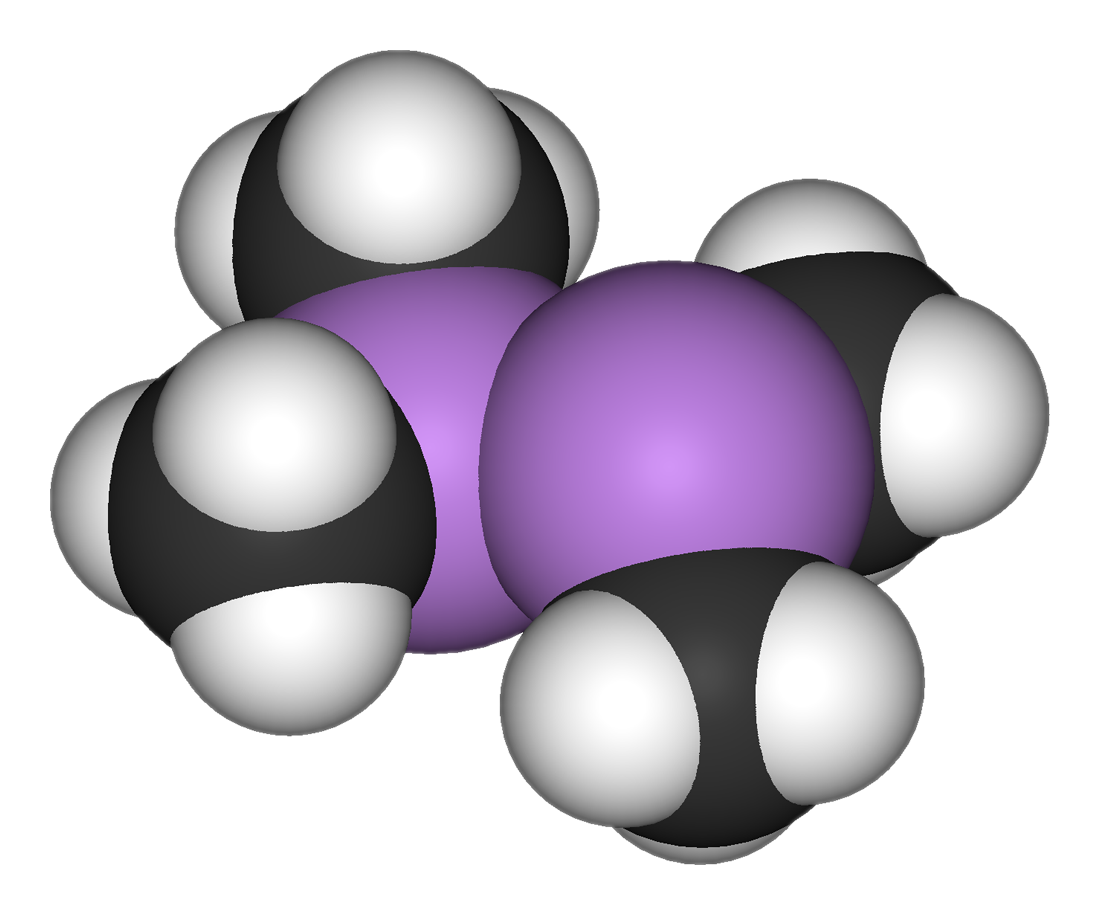
نمزذج فراغي للكاكوديل

في عام 1706 قام الكيميائي الفرنسي لوي كلود كاديت دي غاسيكو بتجربة كيميائية وذلك بمفاعلة خلات البوتاسيوم مع أكسيد الزرنيخ الثلاثي  فحصل على سائل زيتي أحمر اللون ذو سمية عالية أسماه سائل كاديت. وجد لاحقاً أن هذا السائل عبارة عن مزيج من الكاكوديل وأكسيد الكاكوديل. يعد هذا السائل من أوائل المركبات العضوية الفلزية المحضرة، لذلك يعتبر البعض أن كاديت هو أبو الكيمياء العضوية الفلزية.
اشتق اسم الكاكوديل من قبل بريزيليوس والذي أطلقه على الجذر CH3)2As) وذلك من نحت اللفظين اليونانيين kakodes (نتن الرائحة) و hyle (مادة).
وقد قام كل من إدوارد فرانكلاند و روبرت بنسن بإجراء أبحاث على هذه المادة، والتي تعد من أوائل المركبات العضوية الفلزية المكتشفة. وقد ساهمت تلك الأبحاث في دعم الأفكار المقترحة حول الجذور الحرة.

## التحضير
يحضر الكاكوديل من تفاعل أسيتات البوتاسيوم مع أكسيد الزرنيخ الثلاثي حسب المعادلة:
4 KCH3COO + As2O3 → As2(CH3)4O + 4 K2CO3 + CO2
يلي ذلك إجراء عملية اختزال لاحقة للمركب الزرنيخي العضوي الناتج، إلا أن العملية ذات مردود ضعيف ولها العديد من النواتج الثانوية.
يمكن الحصول على المركب بشكل أفضل وذلك بمفاعلة كلوريد ثنائي ميثيل الزرنيخ مع ثنائي ميثيل الزرنيخ:
As(CH3)2Cl + As(CH3)2H → As2(CH3)4 + HCl

## الاستخدامات
تم استخدام الكاكوديل في محاولة لإثبات النظرية الجذرية ليونس ياكوب بيرسيليوس، والتي أدت إلى استخدام واسع للكاكوديل في مختبرات الأبحاث . بعد ذلك انخفض الاهتمام بالمركب السام و كريه الرائحة . خلال الحرب العالمية الأولى ،كان استخدام الكاكوديل كغاز سام فكرة مطروحة ، ولكن لم يتم استخدامه في الحرب. و اكتشف الكيميائيون اللاعضويون خصائصه على شكل ربيطة للفلزات الانتقالية.
و تعتبر استعمالاته محدودة.

## وصلات خارجية
- John H. Burns and Jürg Waser (1957). "The Crystal Structure of Arsenomethane". J. Am. Chem. Soc. ج. 79 ع. 4: 859–864. DOI:10.1021/ja01561a020.